# Caïque de Barraband
Pyrilia barrabandi
Espèce
Statut de conservation UICN

 NT  : Quasi menacé
Statut CITES
Le Caïque de Barraband (Pyrilia barrabandi) est une espèce d'oiseau appartenant à la famille des Psittacidae. Son nom commémore le naturaliste Jacques Barraband (1767-1809).

## Répartition
Cet oiseau peuple une partie de l'Amérique du Sud (Bolivie, Brésil, Colombie, Équateur, Pérou et Venezuela).

## Taxinomie
synonymesGypopsitta barrabandi, Pionopsitta barrabandi.
Sous-espèces
D'après Alan P. Peterson, il existe deux sous-espèces :
- Pyrilia barrabandi aurantiigena  (Gyldenstolpe, 1951)
- Pyrilia barrabandi barrabandi  (Kuhl, 1820)